# Moldaublick
Moldaublick (česky Vltavská vyhlídka) je rozhledna na severovýchodním svahu hory Sulzberg (1041 m) na území hornorakouské obce Ulrichsberg v okresu Rohrbach, 1 km od rakousko-české státní hranice (u Zadní Zvonkové). Nachází se v rakouské části Šumavy (Böhmerwald) a otevírá se z ní pohled především na českou stranu – na vodní nádrž Lipno a okolí (Horní Planá, Černá v Pošumaví, Vítkův kámen, Smrčina, Sternstein) i na vzdálenější Boubín či Kleť.
Kovová rozhledna byla postavena v roce 1967, má výšku 24 m a vede na ní 137 schodů. Je otevřená od dubna do listopadu. K rozhledně vedou turistické a lyžařské trasy, který ji spojují s dalšími turistickými místy v okolí – Schwarzenberský plavební kanál, Bärenstein a Plechý. Na opačné straně Sulzbergu, 2,5 km od Moldaublicku byla v roce 2009 otevřena rozhledna Alpenblick.